# Therfield
Therfield är en ort och civil parish i Storbritannien.   Den ligger i grevskapet Hertfordshire och riksdelen England, i den sydöstra delen av landet, 60 km norr om huvudstaden London. Therfield ligger 160 meter över havet och antalet invånare är 539.
Terrängen runt Therfield är huvudsakligen platt. Therfield ligger uppe på en höjd. Runt Therfield är det tätbefolkat, med 286 invånare per kvadratkilometer. Närmaste större samhälle är Stevenage, 16,3 km sydväst om Therfield. Trakten runt Therfield består till största delen av jordbruksmark.